# Belichtungsspielraum
Als Belichtungsspielraum bezeichnet man den Toleranzbereich einer lichtempfindlichen Schicht, in der sie ohne gravierende Qualitätseinbußen eine Über- bzw. Unterbelichtung zulässt.
Der Belichtungsspielraum eines Films ist also zugleich auch die Pufferzone gegenüber Fehlbelichtungen. Der Belichtungsspielraum gibt auch an, um wie viele Blendenstufen ein Motiv über- oder unterbelichtet werden kann, ohne dass die Durchzeichnung der Lichter- oder Schattenbereiche eingeschränkt wird.

## Funktionsweise
Sensitometrisch betrachtet entspricht der Belichtungsspielraum einer fotografischen Schicht der Differenz aus Belichtungsumfang ∆ lg H und Belichtungsintervall ∆ lg E. Wenn das Belichtungsintervall größer ist als der Belichtungsumfang, kann es nicht mehr vollständig auf der lichtempfindlichen Schicht abgebildet werden.

## Praxis
Je nach Art der Fehlbelichtung werden bei Über- oder Unterschreiten des Belichtungsspielraums Schatten, Lichter oder beides zu hell bzw. zu dunkel wiedergegeben. Man spricht dann davon, dass die Schatten "absaufen" bzw. die Lichter "ausfressen".
Beseitigt werden kann diese Fehlbelichtung entweder durch Reduzierung des Objektumfangs oder Erhöhung des Belichtungsumfangs der Schicht, dies entspricht also einer Verflachung der Gradation. In einem begrenzten Umfang sind solche Korrekturen beim Anfertigen von Vergrößerungen im Fotolabor bzw. bei der elektronischen Bildbearbeitung möglich.
Diafilme verfügen über einen wesentlich geringeren Belichtungsspielraum als Negativfilme; sie müssen daher erheblich präziser belichtet werden.
Einige Belichtungsmesser wie der Minolta Flashmeter VI können den Belichtungsspielraum zusammen mit einem gemessenen Wert auf dem Display anzeigen.
Angaben zum Belichtungsspielraum und zur Gradationskurve eines Filmes finden sich in den Datenblättern des jeweiligen Herstellers.
Siehe auch: Sensitometrie, Gradationskurve, Belichtungsreihe